# 박경석 (1875년)
박경석(朴經錫, 일본식 이름: 山本經錫야마모토 교샤쿠, 1875년 음력 5월 ~ ?)은 일제강점기의 실업인으로 조선총독부 중추원 참의도 지냈다.

## 생애
본적지는 평양이다. 본래 대지주로서 대한제국 시기인 1901년에 함경남도의 조선 태조 조모 묘인 순릉 참봉을 지내기도 했다. 한일 병합 조약이 체결된 후 제조업에 적절히 투자하여 평양 지역을 대표하는 자본가로 성장했다.
1918년 평양북금융조합장과 평양은행 설립 발기인을 지냈고, 도자기를 제조하는 공장을 운영했다. 평양부 관선 부협의원을 맡거나 평양부 참사를 지내는 등 관계와도 연계를 가지고 활동했다. 1915년 경의 재산이 수십만원 대에 이르러, 평안남도에서 조선인과 일본인을 통틀어 일곱 손가락 안에 드는 정도의 거부였다.
1920년대 들어서는 더욱 활동이 활발해졌다. 평양상업회의소의 부회두와 평의원을 오랫동안 역임하였고, 평안무역주식회사 사장, 경성주식현물시장 발기인, 평양장유양조주식회사 발기인, 조선생명보험주식회사 감사, 동양염직주식회사 사장, 평양어시장 이사, 평안어업 이사 등 다양한 기업 활동을 벌였다. 평양 지역 유지 모임인 기성다과회와 그 후신인 평양유린회, 평양 조선물산장려회 등 여러 사회단체에 참여하였고, 1924년부터 5년간 평남 도평의원을 역임했다. 당시 박경석을 가리켜 "평양의 박쥐" 중 한 명이며 다재다간(多才多姦)는 세평이 있었다.
1928년에 일본 정부로부터 쇼와대례기념장을 받고 조선인이 올라갈 수 있는 최고의 자리인 중추원 참의직에 임명되었으며, 1930년에는 평양상공회의소 회두가 되었다. 평양 경제계에 큰 영향력을 지닌 평양상공회의소 회두를 지낸 조선인은 박경석이 유일하다. 일제 당국과 이처럼 긴밀했던 관계로 인해 1932년에 친일파로 지목되어 도쿄에서 발신된 경고장을 받는 사건도 있었다.
이후에도 화신상회주식회사 이사를 지내고 고무업, 어업, 금융업 등 사업을 계속 확장했고, 만주사변으로 전쟁 분위기가 무르익은 뒤에는 전쟁 협력 활동에 더욱 매진했다. 대표적으로 평양상공회의소 회두이자 평안남도 도회 의원 자격으로 1933년 시국시민대회를 발기한 것이 있으며, 황도정신 선양을 내세운 조선신궁봉찬회의 간부로도 활동했다. 1937년에는 관변 단체 시국간화회의 실행위원을 맡았고, 평안남도 도회 부의장이던 1939년에 국민정신총동원조선연맹 평의원이 되었다. 1941년에는 최대 규모의 전쟁지원 단체인 조선임전보국단의 발기인을 맡았다.
1949년까지 생존해 있다가 반민족행위처벌법에 따라 반민특위에 체포된 일이 있다. 그러나 반민특위 와해로 처벌은 받지 않았다.

## 사후
2002년 발표된 친일파 708인 명단과 2008년 민족문제연구소가 정리한 친일인명사전 수록예정자 명단 중 중추원 부문에 포함되었다. 2007년 대한민국 친일반민족행위진상규명위원회가 선정한 친일반민족행위 195인 명단 경제 부문에도 들어 있다.

## 같이 보기
- 조선총독부 중추원
- 조선임전보국단

## 참고자료
- 친일반민족행위진상규명위원회 (2007년 12월). 〈박경석〉 (PDF). 《2007년도 조사보고서 II - 친일반민족행위결정이유서》. 서울. 1568~1583쪽쪽. 발간등록번호 11-1560010-0000002-10. [깨진 링크(과거 내용 찾기)]